# Liljecronas Heimat
Liljecronas Heimat (Originaltitel: Liljecronas hem, wörtlich: Liljecronas Heim) ist ein Roman der schwedischen Schriftstellerin Selma Lagerlöf. Der Roman erschien 1911 und handelt von einem jungen Mädchen, das unter einer bösen Stiefmutter zu leiden hat und das durch ihre Liebe einen schwermütigen jungen Mann, nämlich den Titelhelden, erlöst.

## Handlung
Am zweiten Weihnachtstag des Jahres 1800 tritt die dreizehnjährige Eleonora, genannt Lilljänta (kleines Mädchen), ihren Dienst auf dem Pfarrhof Lövdala in der schwedischen Provinz Värmland an. Dort lebt der Pfarrer Erik Lyselius mit seiner siebzehnjährigen Tochter Maja Lisa. Deren Mutter ist bei Maja Lisas Geburt gestorben. Im vergangenen Sommer hatte Pfarrer Lyselius erneut geheiratet, und zwar Anna Maria Raklitz, Tochter eines deutschen Trompeters.
Lilljänta bekommt bald mit, dass die Stiefmutter Maja Lisa hasst und tyrannisiert. Maja Lisa bekennt, dass sie selbst das Böse in ihrer eigenen Seele kennengelernt hat, als sie gegen die Stiefmutter ausfällig geworden war. Aus Sorge um die Gesundheit ihres Vaters kann sie diesem aber nicht anvertrauen, wie sehr sie unter der Stiefmutter leidet.
Eines Tages lernt Maja Lisa den Schmied des Gutes Henriksberg kennen. Sie fühlt sich sofort zu ihm hingezogen, bemerkt aber, dass dieser etwas Düsteres und Schwermütiges an sich hat. Kurz darauf ist Maja Lisa mit Lilljänta zu Besuch bei einer Tante. Hier trifft sie den Pfarrer Liljecrona, der ihr von seinem Bruder Sven Liljecrona erzählt: Dieser ist Gutsverwalter des Gutes Henriksberg, aber seine ganze Leidenschaft gehört dem Geigenspiel. Als Sven Liljecrona einmal so hinreißend gespielt hatte, dass seine Verlobte beim Tanz tot umgefallen ist, ist er schwermütig geworden und rührt seitdem keine Geige mehr an. Kurz darauf kommt auch Sven Liljecrona bei Maja Lisas Tante an: Es handelt sich um den gleichen Mann, der sich einst als Schmied von Henriksberg ausgegeben hatte.
Maja Lisas Stiefmutter fädelt mit Hilfe eines anonymen Briefes eine hinterhältige Intrige gegen Maja Lisa ein, die fast dazu geführt hätte, dass Maja Lisa von ihrem Vater verstoßen wird. Doch Lilljänta kann in letzter Sekunde die Wahrheit ans Licht bringen. Maja Lisa und ihr Vater versöhnen sich, die böse Stiefmutter verschwindet und kehrt niemals wieder.
Bei einem Treffen erkennt Maja Lisa, dass sie Sven Liljecrona liebt. Doch kurz darauf stirbt ihr Vater. Am Morgen nach dessen Tod hört Maja Lisa ein verzweifeltes und furchteinflößendes Geigenspiel vor ihrem Fenster. Sven Liljecrona hat sich durchgerungen, für sie zu spielen. Aber bei dem Spielen ist all seine Verzweiflung und Traurigkeit wieder durchgebrochen. Er warnt Maja Lisa: Er sei ein schwermütiger Mensch, mit dem es nicht auszuhalten ist. Doch dann erkennt Maja Lisa, wie sie ihm helfen kann: Liljecrona braucht ein Heim. Was für sie ihr geliebtes Lövdala ist, ist für Liljecrona die Musik. Sie bittet Liljecrona, erneut zu spielen. Und nun bricht bei Liljecronas Geigenspiel die Liebe durch. Maja Lisas Liebe hat Liljecrona geheilt.

## Bedeutung
Liljecronas hem knüpft in vielem an Gösta Berling, Selma Lagerlöfs ersten Roman, an: Liljecronas hem spielt in der gleichen Landschaft wie Gösta Berling, viele aus Gösta Berling bekannte Orte und Personen tauchen wieder auf. Dies gilt insbesondere für den Titelhelden, Sven Liljecrona, der schon in Gösta Berling vorkam. In Gösta Berling gibt es sogar ein Kapitel mit dem Titel Liljecronas hem. Zu diesem Kapitel ist der hier behandelte Roman gleichsam die Vorgeschichte. Im Roman Liljecronas hem wird Liljecronas Verlobung behandelt, während in Gösta Berling Liljecrona als verheirateter Familienvater auftritt.
In dem Roman schildert Selma Lagerlöf im Wesentlichen reale Personen und Ereignisse: Vorbild für Sven Liljecrona war Selma Lagerlöfs Großvater väterlicherseits Daniel Lagerlöf, Regimentsschreiber, Gutsverwalter und passionierter Geigenspieler. (Er ist nicht zu verwechseln mit Leutnant Erik Liljecrona aus Der Kaiser von Portugallien, welcher Selma Lagerlöfs Vater nachgebildet ist.) Maja Lisas Vater trägt manche Züge von Selma Lagerlöfs eigenem Vater, in Maja Lisa porträtiert Selma Lagerlöf ihre Großmutter väterlicherseits Lisa Maja Lagerlöf, geborene Wennerwik, der Pfarrhof Lövdala ist ein Abbild von Mårbacka, dem Gut von Selma Lagerlöfs Familie, das früher tatsächlich Pfarrhof war, und in dem Verhältnis von Maja Lisa zu der jüngeren, ihr treu ergebenen, Lilljänta ist einiges von Selma Lagerlöfs Verhältnis zu ihrer jüngeren Schwester Gerda zu finden.
In Ton und Thematik unterscheidet sich Liljecronas hem freilich stark von Gösta Berling. Der überschwängliche, pathetische Tonfall ist einer nüchtereren Sprache gewichen, und statt romantischer  Abenteuer und fantastischer Sagen bietet Liljecronas hem eine sachliche und anschauliche Schilderung des Lebens der Bauern im Värmland. (Auch der Pfarrer Lyselius muss, um sein Auskommen zu haben, Landwirtschaft treiben, genau wie Selma Lagerlöfs Vorfahren.) Es war immer Selma Lagerlöfs Bestreben, die Lebensweise auf dem Gut ihrer Eltern und in ihrer Heimat zu schildern und dadurch für spätere Generationen zu bewahren. Liljecronas hem ist ein Teil dieses Vorhabens.
In erster Linie geht es in Liljecronas hem um das Glück und die Geborgenheit, die ein Heim vermittelt. Ein solches Heim hatte Selma Lagerlöf selbst im elterlichen Mårbacka, und ein solches Heim verschafft Maja Lisa, nachdem sie selbst ihr Heim durch die böse Stiefmutter fast verloren hätte, ihrem geliebten Liljecrona und heilt ihn hierdurch. Der Sieg der Liebe über das Dunkle und das Böse: Das zentrale Thema bei Selma Lagerlöf schlechthin und insbesondere auch in Liljecronas hem.
In dem ersten Teil ihrer Autobiographie, dem 1922 erschienenen Mårbacka, erzählt Selma Lagerlöf die Geschichte ihrer Großeltern väterlicherseits erneut, wenn auch viel kürzer und nun mit den echten Namen. Dabei lässt sich feststellen, dass sie in Liljecronas hem recht wenig geändert hat (der wichtigste Unterschied ist, dass Frau Raklitz in Wirklichkeit nicht verschwunden ist, sondern noch lange lebte und sich mit Maja Lisa aussöhnte), dass Selma Lagerlöf aber im Roman die Dinge oft literarisch zugespitzt hat.